# Безносово
Безносово (устар. Жыланды; каз. Безносово) — озеро в Узункольском районе Костанайской области Казахстана. Находится в 15 км к югу от села Пресногорьковка и в 5 км к юго-западу от села Пилкино.
По данным топографической съёмки 1959 года, площадь поверхности озера составляет 1,84 км². Наибольшая длина озера — 2,7 км, наибольшая ширина — 1,8 км. Длина береговой линии составляет 6,4 км, развитие береговой линии — 1,32. Озеро расположено на высоте 158,1 м над уровнем моря.